# LockBit
LockBit is een criminele bende die de gelijknamige ransomware als dienst aanbiedt.
De organisatie, een van de meest gevreesde en beruchtste hackersbendes ter wereld, is de wereldwijde marktleider in het ransomware-as-a-service-segment. LockBit hanteert een decentraal model en werkt met 'onderaannemers'. Het verkoopt de ransomware die het ontwikkelt door aan andere hackersgroeperingen. Die groeperingen betalen vervolgens als vergoeding ongeveer 20% van hun opbrengst aan LockBit. LockBit kwam in 2019 op de markt. Naar schatting heeft de organisatie sindsdien voor meer dan een miljard dollar afgeperst. De ransomwarebende heeft duizenden slachtoffers gemaakt, in meer dan honderd landen. LockBit versie 3.0 kwam uit in juni 2022; versie 2.0 eerder dat jaar.
Slachtoffers in de Benelux zijn onder meer de stad Geraardsbergen (februari 2023), zorginstelling Joris Zorg (april 2023), voetbalbond KNVB (april 2023), elektrotechniekbedrijf Knipmeijer & Blok (juni 2023), machinefabrikant Kendrion (augustus 2023), jeugdzorgorganisatie Xonar (december 2023) en hostingbedrijf WinSys (juni 2024). Van Belgische bedrijven die in 2023 ten prooi vielen aan ransomware, waren er veel slachtoffer van LockBit. Bekende slachtoffers buiten de Benelux zijn de grootste Chinese bank ICBC (2023), het Britse postbedrijf Royal Mail (2023) en Boeing (2023).
Vermoed wordt dat LockBit is opgericht door hackers die nauwe banden hebben met Rusland. LockBit infecteert geen systemen met bepaalde taalinstellingen, waaronder Russisch, Oekraïens en Syrisch. De leider van LockBit gaat schuil onder het pseudoniem "LockBitSupp". In mei 2024 werd zijn identiteit bekendgemaakt door de Britse National Crime Agency (NCA); het zou gaan om de Rus Dmitry Yuryevich Khoroshev. De FBI looft een beloning uit van 10 miljoen dollar voor de tip die leidt tot zijn arrestatie. Ook heeft het Amerikaanse ministerie van Justitie hem aangeklaagd voor 26 vergrijpen. Rusland heeft geen uitleveringsverdrag met het Westen. Volgens RTL is de leider geanonimiseerd te zien in de documentaire Ik weet je wachtwoord op Videoland.
In 2022 beloofde de bende 1000 dollar in Bitcoin aan iedereen die het logo van LockBit op hun lichaam zou laten tatoeëren. Minimaal 21 mensen deden dat.

## Operatie Cronos
In februari 2024 werd de infrastructuur van LockBit geraakt door internationale politieoperatie "Cronos". De operatie was opgezet om LockBit te ontmantelen. Het was een project van Amerikaanse en Britse veiligheidsdiensten, onder leiding van de NCA. De Europese coördinatie lag bij Europol. Ook de Nederlandse politie werkte mee. Er werden 34 servers van LockBit verwijderd, 200 cryptocurrency-portemonnees bevroren, 14.000 accounts geblokkeerd, en twee LockBit-gebruikers gearresteerd (in Polen en Oekraïne). Na een week was weer een nieuwe website van de bende actief op het dark web.